# Silvio Dissegna
Silvio Antonio Juan Dissegna (1 de julio de 1967 - 24 de septiembre de 1979) fue un niño italiano que falleció de cáncer de huesos. Considerado popular, era conocido por su constante sonrisa y profundo amor a Jesucristo y a la Virgen María; rezaba el rosario y pedía la frecuentemente la eucaristía. Tiene el título de Venerable por la iglesia católica.

## Primeros años
Silvio fue el mayor de los dos hijos de Octavio Dissegna y Gabriela Martignon. Su hermano menor fue Carlos (n. 6 de julio de 1968). 
Recibió su bautismo el 6 de julio de 1967 en la capilla del hospital de manos del sacerdote dominico Domenico Moine.
A finales de septiembre de 1973, comenzó la escuela primaria en Poirino, siendo su maestra en ese momento Vanna Appendino Ricci. Su segundo maestro en 1974 fue Alfredo Salvano, y obtuvo excelentes calificaciones en sus exámenes. De 1975 a 1977, su maestro fue Giovanni Chiara, quien destacaria su excelente desarrollo en todas las asignaturas. Terminó la escuela el 7 de abril de 1978 debido a su enfermedad y fue hospitalizado en Moncalieri el 10 de abril.
Dissegna era conocido por su vitalidad y deseaba ser maestro de escuela cuando fuera mayor. Sus maestros lo consideraban inteligente y sus cuadernos estaban llenos de descripciones sobre la naturaleza y los juegos, así como de sus aspiraciones futuras. Le gustaba montar en bicicleta y ver dibujos animados en la televisión. Hizo su primera comunión el 7 de septiembre de 1975 junto a su hermano Carlos, de manos del Padre Vincenzo Pausa. Fue a partir de este acontecimiento que concurrió frecuentemente a las misas semanales. En la Navidad de 1977, su madre le regaló su propia máquina de escribir y le dedicó su primera página: ¡Gracias, mamá, por traerme al mundo, por darme una vida tan hermosa! ¡Tengo un gran deseo de vivir!.
En 1978 justo antes de cumplir once años, cuando comenzó a sufrir un dolor constante en las piernas durante la primavera (que se manifestó alrededor de enero). Acudió al médico en varias ocasiones, quien le recetó ciertos medicamentos. Pero el dolor empeoró con el tiempo, lo que llevó a varias pruebas que resultaron en el diagnóstico, el 13 de mayo, de que Dissegna tenía cáncer de huesos. Pero él no se desesperó ante el diagnóstico, a diferencia de sus padres. Le dijo a su afligido padre: ¡Papá, ten ánimo! Jesús no nos abandonará. Le dijo a su madre: Si muero, no importa. Sufriré hasta el final. El 4 de junio le pidió a sus amigos: Díganle a Don Luis que me traiga la Comunión a casa todos los días. 
Dedicó su tiempo a rezar rosarios y a ofrecer sus sufrimientos por los misioneros y la conversión de los pecadores, así como por los tres papas que reinaron en su vida. Recibió su confirmación en silla de ruedas el 21 de mayo de manos del Padre Piero Giacobbo. En las ocasiones en que estuvo hospitalizado, le pidió al capellán que le llevara la comunión con frecuencia. Del 13 de junio de 1978 a enero de 1979 (otras hospitalizaciones el 24 de julio, el 21 de agosto, el 18 de septiembre, el 16 de octubre y el 20 de noviembre) estuvo siete veces hospitalizado en París para recibir tratamiento, con su padre a su lado. En uno de esos viajes, la persona en la cama de al lado sintió dolor y comenzó a maldecir. Esto molestó a Dissegna, quien lloró por las obscenidades de la persona.

## Muerte
El padre de Dissegna, Octavio, envió una emotiva carta al papa Pablo VI el 27 de mayo de 1978 pidiendo una oración y bendición para Silvio. Pablo VI respondió el 2 de junio con una carta en la que le aseguraba a Octavio su apoyo y exhortaba a los Dissegna a confiar en la bondad divina. Su última visita a una iglesia fue a mediados de enero de 1979.
Silvio perdió la vista el 10 de junio (tras una hinchazón; la pupila izquierda se deterioró el 26 de julio) y luego la audición el 4 de septiembre debido al agresivo crecimiento del cáncer dentro de él; llagas abiertas se abrieron en su cuerpo después de que su pierna izquierda se rompiera debido al debilitamiento del hueso. En la mañana del 24 de septiembre recibío la Unción de los Enfermos, así como el Viático falleciendo con una sonrisa en su rostro a las 9:20 pm, siendo sus últimas palabras: Mamá, Papá. Su funeral se celebró en la iglesia parroquial de Poirino dos días después; treinta sacerdotes y alrededor de mil personas asistieron a su funeral. Fue enterrado en el cementerio de la localidad.

## Proceso de beatificación
La causa se introdujo formalmente bajo el papado de Juan Pablo II el 7 de marzo de 1995, tras el decreto de la Congregación para las Causas de los Santos por el "nihil obstat", siendole concedido el título de Siervo de Dios. El proceso de beatificación se inició en la archidiócesis de Turín mediante un proceso diocesano, inaugurado por el cardenal arzobispo, Giovanni Saldarini, el 8 de febrero de 1995 y clausurado posteriormente por el cardenal Severino Poletto en una misa solemne el 25 de octubre de 2001. El 9 de noviembre los padres de Dissegna fueron recibidos en audiencia por Juan Pablo II el cuál al verlos exclamó: 

Silvio es una bella figura. Encomendamos la causa a Nuestra Señora.

La CCS validó posteriormente el proceso diocesano en Roma el 8 de noviembre de 2001, antes de recibir el expediente de la Positio de la postulación en 2010 para una evaluación exhaustiva. Los teólogos se reunieron y aprobaron la causa el 5 de noviembre de 2013, al igual que los cardenales y obispos miembros de la CCS el 21 de octubre de 2014.
El cardenal Pietro Palazzini leyó uno de los dos relatos biográficos sobre Dissegna y escribió:

El ejemplo de Silvio ilustra que los niños pueden alcanzar virtudes heroicas y son dignos de canonización.

La confirmación de la vida de virtudes heroicas de Dissegna permitió al papa Francisco proclamar al niño Venerable el 7 de noviembre de 2014. La postuladora actual de esta causa es la Dra. Francesca Consolini.
En el 2019 su cuerpo fue transferido a la Iglesia parroquial de Santa María la Mayor de Poirino, donde descansa hasta la actualidad.